# Heracles Almelo
Heracles Almelo là một câu lạc bộ bóng đá chuyên nghiệp Hà Lan có trụ sở tại Almelo, được thành lập vào năm 1903. Câu lạc bộ đã hai lần giành chức vô địch quốc gia Hà Lan vào các năm 1927 và 1941. Heracles đã giành được danh hiệu Eerste Divisie trong mùa giải 2004–05, được thăng hạng lên Eredivisie cho lần đầu tiên sau 28 năm. Câu lạc bộ vẫn ở giải hạng nhất trong 17 mùa giải trước khi phải xuống hạng vào cuối mùa giải 2021–22. Năm 2012 họ lọt vào trận chung kết KNVB Cup lần đầu tiên trong lịch sử câu lạc bộ, và để thua PSV Eindhoven trong trận chung kết. Đối thủ chính của câu lạc bộ là FC Twente.

## Lịch sử
Câu lạc bộ được thành lập vào ngày 3 tháng 5 năm 1903 với tên Heracles, theo tên con trai á thần của thần Zeus. Họ đổi tên vào ngày 1 tháng 7 năm 1974 thành SC Heracles '74 và cuối cùng chuyển sang tên hiện tại vào năm 1998.
Heracles đứng thứ sáu tại Eredivisie trong mùa giải 2015–16, đủ điều kiện tham dự vòng play-off châu Âu cuối mùa. Câu lạc bộ lần đầu tiên đánh bại FC Groningen và sau đó là FC Utrecht và do đó lần đầu tiên trong lịch sử câu lạc bộ đủ điều kiện tham dự bóng đá châu Âu, bắt đầu từ vòng sơ loại thứ ba của UEFA Europa League 2016–17.
Chuỗi ba trận thua liên tiếp khiến Heracles kết thúc mùa giải 2021–22 ở vị trí thứ mười sáu, khiến họ phải tham dự trận play-off thăng hạng/xuống hạng. Câu lạc bộ đã xuống hạng Eerste Divisie sau khi thua chung cuộc 6-1 trước Excelsior Rotterdam ở bán kết. Chưa đầy một năm sau, Heraclieden lập tức trở lại giải đấu hàng đầu với chiến thắng 3-0 trên sân nhà trước Jong PSV (đội trẻ PSV), giúp họ lọt vào top hai ở Eerste Divisie 2022–23. Vào ngày 19 tháng 5 năm 2023, Heracles đã giành được danh hiệu vô địch Eerste Divisie lần thứ ba sau khi đánh bại Jong Ajax (đội trẻ Ajax) ở vòng đấu cuối cùng.

## Danh hiệu
- Eredivisie
  - Vô địch: 1926–27, 1940–41
- Eerste Divisie
  - Vô địch: 1984–85, 2004–05,[5] 2022–23
- KNVB Cup
  - Á quân: 2011–12

## Cầu thủ

### Đội hình hiện tại
Tính đến ngày 2/9/2024
Ghi chú: Quốc kỳ chỉ đội tuyển quốc gia được xác định rõ trong điều lệ tư cách FIFA. Các cầu thủ có thể giữ hơn một quốc tịch ngoài FIFA.
| Số | VT | Quốc gia     | Cầu thủ                              |
| -- | -- | ------------ | ------------------------------------ |
| 2  | HV | Hà Lan       | Mimeirhel Benita (mượn từ Feyenoord) |
| 3  | HV | Đức          | Jannes Wieckhoff                     |
| 4  | HV | Hà Lan       | Damon Mirani                         |
| 5  | TV | Hà Lan       | Jordy Bruijn                         |
| 6  | HV | Serbia       | Sava-Arangel Čestić                  |
| 7  | TĐ | Bỉ           | Bryan Limbombe                       |
| 8  | TĐ | Đức          | Mario Engels                         |
| 9  | TĐ | Hà Lan       | Jizz Hornkamp                        |
| 10 | TĐ | Suriname     | Shiloh 't Zand (mượn từ Feyenoord)   |
| 11 | TĐ | Đan Mạch     | Nikolai Laursen                      |
| 12 | HV | Hà Lan       | Ruben Roosken                        |
| 13 | TV | Cộng hòa Séc | Jan Žambůrek                         |
| 14 | TV | Bỉ           | Brian De Keersmaecker                |
| 16 | TM | Hà Lan       | Fabian de Keijzer                    |
| 17 | TV | Hà Lan       | Thomas Bruns                         |

| Số | VT | Quốc gia | Cầu thủ                                |
| -- | -- | -------- | -------------------------------------- |
| 19 | TĐ | Canada   | Luka Kulenović                         |
| 21 | HV | Hà Lan   | Justin Hoogma (đội trưởng)             |
| 22 | HV | Ý        | Lorenzo Milani                         |
| 23 | TĐ | Phần Lan | Juho Talvitie (mượn từ Lommel)         |
| 24 | HV | Slovakia | Ivan Mesík                             |
| 26 | TV | Hà Lan   | Daniël van Kaam                        |
| 27 | HV | Hà Lan   | Jop Tijink                             |
| 28 | TĐ | Curaçao  | Giandro Sambo                          |
| 29 | TĐ | Israel   | Suf Podgoreanu (mượn từ Maccabi Haifa) |
| 30 | TM | Bỉ       | Robin Mantel                           |
| 32 | TV | Hà Lan   | Sem Scheperman                         |
| 35 | HV | Hà Lan   | Stijn Bultman                          |
| 36 | TM | Hà Lan   | Timo Jansink                           |
| —  | TĐ | Hà Lan   | Diego van Oorschot                     |

### Cho mượn
Ghi chú: Quốc kỳ chỉ đội tuyển quốc gia được xác định rõ trong điều lệ tư cách FIFA. Các cầu thủ có thể giữ hơn một quốc tịch ngoài FIFA.
| Số | VT | Quốc gia | Cầu thủ                                        |
| -- | -- | -------- | ---------------------------------------------- |
| —  | TĐ | Ý        | Antonio Satriano (tại Casertana đến 30/6/2025) |

Ghi chú: Quốc kỳ chỉ đội tuyển quốc gia được xác định rõ trong điều lệ tư cách FIFA. Các cầu thủ có thể giữ hơn một quốc tịch ngoài FIFA.
| Số | VT | Quốc gia | Cầu thủ                                     |
| -- | -- | -------- | ------------------------------------------- |
| —  | TĐ | Ý        | Antonio Satriano (tại Trento đến 30/6/2024) |
| —  | TV | Maroc    | Anas Ouahim (tại Sherif Tiraspol)           |

## Nhân viên câu lạc bộ
Tính đến ngày 1/7/2022
| Chức vụ                         | Tên                                             |
| ------------------------------- | ----------------------------------------------- |
| Giám đốc kỹ thuật               | Nico-Jan Hoogma                                 |
| Quản lý đội                     | Edwin van Lenthe                                |
| Giám đốc                        | Tom Uitzetter                                   |
| Huấn luyện viên trưởng          | John Lammers                                    |
| Trợ lý huấn luyện viên          | René Kolmschot Ivo Rossen                       |
| Huấn luyện viên đội một         | Hendrie Krüzen                                  |
| Huấn luyện viên thủ môn đội một | Brian van Loo                                   |
| Nhà phân tích video             | Leen den Boer                                   |
| Trinh sát trưởng                | Alfred Nijhuis                                  |
| Trinh sát                       | Robin Hoogma                                    |
| Nhà vật lý trị liệu             | Emiel Bolscher Léon van Beelen Ashwien Baidnath |
| Quản lý trang phục              | Martin Dalhoeven                                |